# EP u dvoranskom hokeju 1991.
Europsko prvenstvo u dvoranskom hokeju za muške 1988. se održalo u Engleskoj, u Birminghamu.

## Sudionici
Sudionici su bili Engleska, Austrija, Njemačka, Poljska, Škotska, Španjolska, Švicarska i Francuska.

## Natjecateljski sustav
Igralo se po jednostrukom ligaškom sustavu u jednoj natjecateljskoj skupini.

## Konačna ljestvica
| Mj. | Država     |
| --- | ---------- |
| 1.  | Njemačka   |
| 2.  | Engleska   |
| 3.  | Škotska    |
| 3.  | Poljska    |
| 5.  | Austrija   |
| 6.  | Francuska  |
| 7.  | Španjolska |
| 8.  | Švicarska  |

Naslov europskog prvaka je osvojila Njemačka.